# Elói Mendes
Elói Mendes este un oraș în Minas Gerais (MG), Brazilia.